# Isopropanol
Isopropanol (isopropylalkohol, 2-propanol, propan-2-ol) er en alkohol. Stoffet er meget brandfarligt, og kan ved langvarig eller gentagen påvirkning, ved hudkontakt, eller ved indånding af dampe, give skader på centralnervesystemet.

## Anvendelse
Isopropanol har et lavt frysepunkt og er fugtfortrængende, og anvendes blandt andet derfor som karburatorafiser i ældre forbrændingsmotorer. Også kendt under navnet "Karburatorsprit". 

Isopropanol har, ligesom andre alkoholer, affedtende og desinficerende egenskaber. Det opløser fedt, olier, lak og harpiks. Derfor bruges det også til rensning af grammofonplader, videotromler og tonehoveder på video- og kassettebåndoptagere, samt skær på el-barbermaskine. Det anvendes ofte til rensning af elektronik, herunder printplader eller i forbindelse med reparationer af mobiltelefoner. Det kan med fordel bruges på ældre printplader eller mobiltelefoner, der har været udsat for fugtskade.[kilde mangler] Det kan også bruges til at fjerne kølepasta fra CPU'er. Isopropylalkohol renser computerskærme og bruges som desinfektionsmiddel på hospitaler. 
Isopropyl-alkohol kan købes ved materialister og benyttes typisk som fugtfortrænger/kontaktrens.